# Odín Patiño
Víctor Odín Patiño Bermúdez (Città del Messico, 24 agosto 1983) è un ex calciatore messicano, di ruolo portiere.

## Carriera

### Club

#### I primi anni coi Pumas
Prodotto delle giovanili della squadra, il 9 novembre 2002 ha l'occasione del debutto in prima squadra come titolare, nella partita di campionato contro il Necaxa alla 17ª giornata del torneo di Apertura. L'incontro finisce 1-0, con un goal di Braulio Luna su punizione. Gioca anche la seguente partita contro l'Atlante, dove i Pumas si impongono per 4-1.
Chiuso dal veterano Sergio Bernal e dal secondo portiere Esdras Rangel, viene impiegato per lo più con la squadra riserve, i Pumas Morelos. Nel Clausura 2005 raccoglie un'altra presenza, alla sedicesima giornata contro il Morelia, nella partita finita 0-2 per i Monarcas, con gol di Cristian Nasuti e Luis Gabriel Rey. Successivamente viene schierato per tre volte nel corso dell'Apertura 2005, nelle sconfitte esterne per 2-0 contro il Necaxa e 3-1 contro l'Estudiantes e subentrando all'infortunato Bernal in Tigres-Pumas 3-1. L'8 febbraio 2006 ha modo di fare il suo esordio in una competizione internazionale, disputando per intero l'incontro di Copa Libertadores contro il Nacional Montevideo, perso per 2-0 dall'equipo universitario.
Non conta presenze nei tre tornei successivi, poi nell'Apertura 2007 viene mandato in campo dall'allenatore Ricardo Ferretti nella partita contro i Jaguares, dopo che Bernal si era scontrato con Óscar Emilio Rojas ed il compagno Jehu Chiapas. Subisce goal al 92º minuto da Esteban Solari, ma i Pumas vincono 1-2. Sostituisce Bernal, infortunatosi durante il gioco, anche alla 13ª giornata contro il San Luis, subendo il goal del 3-2 definitivo per gli avversari, e in quella successiva, nella sconfitta interna per 1-2 contro il Cruz Azul. Gioca l'incontro di InterLiga col Monterrey, ma deve uscire al 49º per un infortunio, sostituito da Alejandro Palacios. In seguito viene schierato contro l'Atlante nel Clausura 2008 e subisce anche qui due reti.
Il 16 settembre 2008 gioca la sua prima partita nella Concachampions, contro il San Francisco FC, e viene espulso al 55º per un fallo su Temistocles Pérez. Nelle seguenti partite gli viene preferito Palacios, e torna a giocare nella competizione all'andata dei quarti di finale contro il Cruz Azul, subendo goal su punizione da Jaime Lozano (la partita finirà 1-0). Nel Clausura 2009, complice un infortunio che tiene Bernal fuori dai campi per un mese, disputa da titolare 3 incontri tra la quinta e la settima giornata. Subisce tre goal nella sconfitta di misura contro il Pachuca, uno nel pareggio interno con i Jaguares e altri due nella sconfitta esterna per 2-0 contro l'Atlas. Poi sostituisce il nuovamente infortunato Bernal all'intervallo dell'andata dei quarti della Liguilla contro l'Estudiantes e incassa due goal per il 2-0 definitivo, ma i Pumas sapranno ribaltare il risultato al ritorno e andranno a vincere il torneo.
Non conta presenze nell'intera stagione successiva, ma gioca 3 partite nella Concachampions. Nella prima di queste, i Pumas vincono per la prima volta con lui in campo tutti i 90 minuti (contro il Comunicaciones alla prima giornata del girone). Gioca anche contro il W Connection (2-2) e il ritorno contro il Comunicaciones (sconfitta per 2-1).

#### Prestito al León e ritorno ai Pumas
Dopo il ritiro di Bernal, la titolarità della porta auriazul viene affidata a Palacios, così, per trovare più spazio, a luglio del 2010 decide di andare al León, nella seconda serie messicana, in prestito semestrale. Dopo aver subito 4 goal all'esordio dall'Atlante Neza, viene inizialmente messo da parte, ma ritrova il campo a partire dalla settima giornata, giocando tutti gli incontri restanti e terminando il torneo con 12 presenze e 13 goal subiti. A fine anno fa ritorno ai Pumas.
Nel campionato 2010-2011 non gioca partite ufficiali con la prima squadra, facendo il secondo di Palacios. Lo stesso avviene la stagione successiva.

## Statistiche

### Presenze e reti nei club
| Stagione      | Squadra | Campionato | Campionato | Campionato | Coppe nazionali | Coppe nazionali | Coppe nazionali | Coppe continentali | Coppe continentali | Coppe continentali | Totale | Totale |
| Stagione      | Squadra | Comp       | Pres       | Reti       | Comp            | Pres            | Reti            | Comp               | Pres               | Reti               | Pres   | Reti   |
| ------------- | ------- | ---------- | ---------- | ---------- | --------------- | --------------- | --------------- | ------------------ | ------------------ | ------------------ | ------ | ------ |
| 2002-2003     | Pumas   | PD         | 2          | -2         | -               | -               | -               | -                  | -                  | -                  | 2      | -2     |
| 2003-2004     | Pumas   | -          | -          | -          | CdC             | 0               | 0               | -                  | -                  | -                  | 0      | 0      |
| 2004-2005     | Pumas   | PD         | 1          | -2         | CdC             | 0               | 0               | CCC                | 0                  | 0                  | 1      | -2     |
| 2005-2006     | Pumas   | PD         | 3          | -7         | -               | -               | -               | CL+CS              | 1+0                | -2-0               | 4      | -9     |
| 2006-2007     | Pumas   | LA         | 31         | -37        | -               | -               | -               | -                  | -                  | -                  | 31     | -37    |
| 2007-2008     | Pumas   | PD         | 4          | -6         | IL              | 1               | 0               | -                  | -                  | -                  | 5      | -6     |
| 2008-2009     | Pumas   | PD+LA      | 4+15       | -8-17      | -               | -               | -               | CCL                | 2                  | -2                 | 21     | -27    |
| 2009-2010     | Pumas   | LA         | 18         | -20        | -               | -               | -               | CCL                | 3                  | -4                 | 21     | -24    |
| Apertura 2010 | León    | LA         | 12         | -13        | -               | -               | -               | -                  | -                  | -                  | 12     | -13    |
| Clausura 2011 | Pumas   | LA         | 1          | 0          | -               | -               | -               | SL                 | 0                  | 0                  | 1      | 0      |
| 2011-2012     | Pumas   | -          | -          | -          | -               | -               | -               | CCL                | 5                  | -1                 | 5      | -1     |
| Totale        | Totale  | Totale     | 91         | -112       |                 | 1               | 0               |                    | 11                 | -9                 | 103    | -121   |

## Palmarès

### Club
- Campionato messicano: 4

Pumas UNAM: Clausura 2004, Apertura 2004, Clausura 2009, Clausura 2011
- Campeón de Campeones: 1

Pumas UNAM: 2004